# Wahlkreis Wittlich
Der Wahlkreis Wittlich (Wahlkreis 22) ist ein Landtagswahlkreis in Rheinland-Pfalz. Er befindet sich im Landkreis Bernkastel-Wittlich und umfasst bis 2011 neben der verbandsfreien Stadt Wittlich die Verbandsgemeinde Wittlich-Land und die Gemeinden der ehemaligen Verbandsgemeinde Kröv-Bausendorf. Zur Landtagswahl 2021 umfasst er das Gebiet der Stadt Wittlich sowie die Verbandsgemeinden Wittlich-Land und Traben-Trarbach.

## Wahl 2021
Für die Landtagswahl 2021 traten folgende Kandidaten an:
| Direktkandidaten  | Partei           | Wahlkreisstimmen in % | Landesstimmen in % |
| ----------------- | ---------------- | --------------------- | ------------------ |
| Andreas Höcker    | SPD              | 22,0                  | 33,6               |
| Dennis Junk       | CDU              | 45,4                  | 32,5               |
| Brigitte Hoffmann | AfD              | 06,7                  | 06,7               |
| Stefan Thoma      | FDP              | 05,2                  | 05,3               |
| Marc Wolfgramm    | Grüne            | 08,4                  | 07,7               |
| Tom Ebertz        | Die Linke        | 02,8                  | 02,2               |
| Ulrich Müller     | Freie Wähler     | 08,0                  | 07,5               |
| –                 | Piraten          | –                     | 00,5               |
| Erik Hofmann      | ÖDP              | 01,5                  | 00,8               |
| –                 | Klimaliste       | –                     | 00,4               |
| –                 | Die PARTEI       | –                     | 00,8               |
| –                 | Tierschutzpartei | –                     | 01,5               |
| –                 | Volt             | –                     | 00,6               |

## Wahl 2016
Die Ergebnisse der Wahl zum 17. Landtag Rheinland-Pfalz vom 13. März 2016:
| Direktkandidaten                  | Partei       | Wahlkreisstimmen | Landesstimmen |
| --------------------------------- | ------------ | ---------------- | ------------- |
| Nadine Zender                     | SPD          | 30,1 %           | 32,6 %        |
| Elfriede Meurer                   | CDU          | 38,0 %           | 38,5 %        |
| Simon Adriani                     | GRÜNE        | 5,2 %            | 4,3 %         |
| Arno Weber                        | FDP          | 8,2 %            | 7,1 %         |
| David Koch                        | DIE LINKE    | 2,7 %            | 2,6 %         |
| Ulrich Müller                     | Freie Wähler | 4,5 %            | 2,2 %         |
| Erik Hofmann                      | ÖDP          | 1,0 %            | 0,6 %         |
| Brigitte Hoffmann                 | AfD          | 10,4 %           | 10,5 %        |
| –                                 | Sonstige     | –                | 1,6 %         |
| Wahlberechtigte: 50.457 Einwohner |              |                  |               |
| Wahlbeteiligung: 69,9 %           |              |                  |               |

## Wahl 2011
Die Ergebnisse der Wahl zum 16. Landtag Rheinland-Pfalz vom 27. März 2011:
| Direktkandidaten                  | Partei       | Wahlkreisstimmen | Landesstimmen |
| --------------------------------- | ------------ | ---------------- | ------------- |
| Jens Rieger                       | SPD          | 26,6 %           | 28,5 %        |
| Elfriede Meurer                   | CDU          | 45,3 %           | 43,8 %        |
| Rita Wagner                       | FDP          | 5,6 %            | 4,8 %         |
| Ute Hahn                          | GRÜNE        | 14,7 %           | 13,9 %        |
| Ali Damar                         | DIE LINKE    | 2,9 %            | 2,4 %         |
| Norbert Kraff                     | Freie Wähler | 4,8 %            | 3,6 %         |
| –                                 | Sonstige     | –                | 3,0 %         |
| Wahlberechtigte: 43.947 Einwohner |              |                  |               |
| Wahlbeteiligung: 60,0 %           |              |                  |               |

- Direkt gewählt wurde Elfriede Meurer (CDU).[6]

## Wahl 2006
Die Ergebnisse der Wahl zum 15. Landtag Rheinland-Pfalz vom 26. März 2006:
| Direktkandidaten                  | Partei   | Wahlkreisstimmen | Landesstimmen |
| --------------------------------- | -------- | ---------------- | ------------- |
| Dieter Burgard                    | SPD      | 37,7 %           | 40,1 %        |
| Elfriede Meurer                   | CDU      | 44,5 %           | 39,1 %        |
| Rita Wagner                       | FDP      | 10,1 %           | 9,7 %         |
| Wolfgang Moritz                   | GRÜNE    | 5,5 %            | 4,4 %         |
| Klemens Thieltges                 | WASG     | 2,1 %            | 1,6 %         |
| –                                 | Sonstige | –                | 5,2 %         |
| Wahlberechtigte: 43.992 Einwohner |          |                  |               |
| Wahlbeteiligung: 58,0 %           |          |                  |               |

- Direkt gewählt wurde Elfriede Meurer (CDU).[8]

## Wahlkreissieger
| Wahl | Name                | Partei | Stimmenanteil |
| ---- | ------------------- | ------ | ------------- |
| 1991 | Wolfgang Wittkowsky | CDU    | 47,2 %        |
| 1996 | Johannes Berg       | CDU    | 49,8 %        |
| 2001 | Johannes Berg       | CDU    | 48,6 %        |
| 2006 | Elfriede Meurer     | CDU    | 44,5 %        |
| 2011 | Elfriede Meurer     | CDU    | 45,3 %        |
| 2016 | Elfriede Meurer     | CDU    | 38,0 %        |
| 2021 | Dennis Junk         | CDU    | 45,4 %        |